# Phoeniculidae
Famille
Les Phoeniculidae (ou phœniculidés en français) sont une famille d'oiseaux constituée de 2 genres et de 9 espèces existantes d'irrisors.

## Description
Ce sont des oiseaux arboricoles de taille moyenne (21 à 38 cm), généralement noirs, souvent iridescents, parfois avec des taches blanches sur les ailes et la queue. Le bec, habituellement courbé, est adapté à déloger les arthropodes dans les fissures et les crevasses des écorces d'arbres.
Les irrisors vivent en Afrique sub-saharienne, dans des milieux boisés, depuis la forêt pluviale de plaine jusqu'aux fourrés arides.

## Position systématique
La position des Phoeniculidae a souvent été controversée. Longtemps considéré comme des Coraciiformes, ils en ont été éloignés pour être inclus dans l'ordre des Upupiformes par Monroe et Sibley. D'après la classification de référence 2.2 du Congrès ornithologique international, ils appartiennent maintenant à l'ordre des  Bucerotiformes.

### Liste alphabétique des genres
- Phoeniculus (m.) Jarocki, 1821
- Rhinopomastus (m.) Jardine, 1828

### Liste des espèces
D'après la classification de référence du Congrès ornithologique international (version 5.1, 2015) :
- Phoeniculus castaneiceps – Irrisor à tête brune
- Phoeniculus bollei – Irrisor à tête blanche
- Phoeniculus purpureus – Irrisor moqueur
- Phoeniculus somaliensis – Irrisor à bec noir
- Phoeniculus damarensis – Irrisor damara
- Phoeniculus granti – Irrisor de Grant
- Rhinopomastus aterrimus – Irrisor noir
- Rhinopomastus cyanomelas – Irrisor namaquois
- Rhinopomastus minor – Irrisor à cimeterre